# Трейлер (кінематограф)
Тре́йлер — комерційний вид реклами у вигляді відеоролика, створеного для анонсу майбутнього фільму. Відеоряд із швидко змінних, незв'язаних сцен (за принципом калейдоскопа) іноді справляє сильніше враження на глядача, ніж формує чітке уявлення про сюжет.
Термін також застосовується до комп'ютерних ігор та музики.
Інколи довгі трейлери створюються як міні-історії з діалогами, видовищними моментами та текстовим чи голосовим коментарем.
У деяких трейлерах використовують спеціальні матеріали, зняті виключно в рекламних цілях і не включені до фільму. Приклад: *Термінатор 2: Судний день* — для реклами цього фільму створили ексклюзивні спецефекти.
Ще один приклад — трейлер до *Психо* (1960): Альфред Гічкок проводить глядачів мотелем «Бейтс», а в кінці несподівано відчиняє душову та показує Віру Майлз замість актриси з фільму.